# Márkos Vellídis
Márkos Vellídis (en grec moderne : Μάρκος Βελλίδης), né le 4 avril 1987 à Kastoriá en Grèce, est un footballeur international grec, qui évolue au poste de gardien de but.

## Biographie

### Carrière internationale
Márkos Vellídis compte une sélection avec l'équipe de Grèce depuis 2015. 
Il est convoqué pour la première fois par le sélectionneur national Sergio Markarián pour un match amical contre la Pologne le 16 juin 2015 (0-0).

## Statistiques
| Saison                | Club                  | Championnat           | Championnat | Championnat | Coupe(s) nationale(s) | Coupe(s) nationale(s) | Grèce | Grèce | Total | Total |
| Saison                | Club                  | Division              | M.          | B.          | M.                    | B.                    | M.    | B.    | M.    | B.    |
| 2006-2007             | AO Koropi             | Gámma Ethnikí         | 17          | 0           | 0                     | 0                     | -     | -     | 17    | 0     |
| 2007-2008             | Diagoras Rhodes       | Gámma Ethnikí         | 36          | 0           | 0                     | 0                     | -     | -     | 36    | 0     |
| 2008-2009             | Diagoras Rhodes       | Bêta Ethnikí          | 31          | 0           | 0                     | 0                     | -     | -     | 31    | 0     |
| 2009-2010             | Diagoras Rhodes       | Bêta Ethnikí          | 31          | 0           | 1                     | 0                     | -     | -     | 32    | 0     |
| 2010-2011             | Aris Salonique        | Superleague           | 4           | 0           | 0                     | 0                     | -     | -     | 4     | 0     |
| 2011-2012             | Aris Salonique        | Superleague           | 26          | 0           | 2                     | 0                     | -     | -     | 28    | 0     |
| 2012-2013             | Aris Salonique        | Superleague           | 18          | 0           | 1                     | 0                     | -     | -     | 19    | 0     |
| 2013-2014             | PAS Giannina          | Superleague           | 32          | 0           | 0                     | 0                     | -     | -     | 32    | 0     |
| 2014-2015             | PAS Giannina          | Superleague           | 32          | 0           | 1                     | 0                     | 1     | 0     | 34    | 0     |
| 2015-2016             | PAS Giannina          | Superleague           | 18          | 0           | 3                     | 0                     | -     | -     | 21    | 0     |
| 2015-2016             | PAOK Salonique        | Superleague           | 3           | 0           | 1                     | 0                     | -     | -     | 4     | 0     |
| Total sur la carrière | Total sur la carrière | Total sur la carrière | 248         | 0           | 9                     | 0                     | 1     | 0     | 258   | 0     |

## Palmarès
PAOK Salonique
- Coupe de Grèce : 2017
- Championnat de Grèce : Vice-champion : 2017